# Hypaenistis purpurea
Hypaenistis purpurea là một loài bướm đêm trong họ Noctuidae.